# Catering linii zimnej
Catering linii zimnej − jedna z metod dostarczania posiłków w ramach cateringu. Polega na szybkim schłodzeniu przygotowanej żywności do temperatury 10°C, a następnie wychłodzeniu ich do temperatury 4°C, w której następuje transport. Przed podaniem do spożycia żywność należy podgrzać do temperatury wewnętrznej 75°C, a następnie schłodzić do temperatury przeznaczonej do spożycia.